# Straż Dzienna (jednostka wojskowa)
Straż Dzienna – jednostka gwardii przybocznej wielkiego chana Mongołów.

## Powstanie
Powstała prawdopodobnie zaraz po ogłoszeniu Temudżina Czyngis-chanem (ok. 1182 roku), wraz z wyznaczeniem jej pierwszego dowódcy Ögöle Czerbgo na stolnika.

## Rozbudowa na WielkimKurułtaju
Na Wielkim Kurułtaju w 1226 roku została rozbudowana z 70 do 8 tysięcy żołnierzy, stając się tym samym najliczniejszą jednostką gwardii. Jej dowódcą pozostał Ögöle Czerbi, a dowódcami poszczególnych minganów zostali mianowani: Buka z rodu Mukalego, Ałczidaj z rodu Ilügeja, Dödej-czerebi, Dokołku-czerebi, Czajan z rodu Dżürczedaja, Akutaj z rodu Ałcziego i Arkaj Kasar. Oddział tego ostatniego był być może wyróżniony, gdyż według Tajnej historii Mongołów powołując go na dowódcę Czyngis-chan miał zaznaczyć, by jego mingan składał się ze specjalnie wybranych dzielnych wojowników. Straż została podzielona na cztery jednostki pełniące służbę na zmianę.

## Zadania
Początkowo, jak wskazuje tytuł stolnika, który otrzymali pierwsi dowódcy Straży, oprócz obrony chana, pełniła ona także funkcje zaopatrzeniowe i miała dbać o jego wyżywienie. Później te funkcje przejęła Straż Nocna. Straż Dzienna miała obowiązek uczestniczenia w wojnach, także tych, w których chan nie brał osobiście udziału.